# Ван Оллсбург, Крис
Крис Ван Оллсбург (англ. Chris Van Allsburg; род. род. 18 июня 1949[…], Ист-Гранд-Рапидс, Мичиган) — современный американский прозаик и художник, автор популярных книг для детей и юношества.

## Жизнь и творчество
Крис Ван Оллсбург по образованию — скульптор. Он окончил художественную школу при Мичиганском университете и магистр изящных искусств Школы дизайна на Род Айленде. Позднее увлекается рисунком, причём в его работах чувствуется присущая скульптору пластичность. По совету своей супруги, Ван Оллсбург начинает также успешно иллюстрировать написанные им книги. В зависимости от того, какую из своих «историй» он иллюстрирует, рисунки Ван Оллсбурга чёрно-белые (в «Джуманджи») или цветные (в Полярном экспрессе).
Книги писателя описывают фантастические невозможные миры и приправлены изрядной долей иронии. Он «выпадает» из обычного мира детской литературы, пытаясь показать и проанализировать тёмные стороны человеческой натуры. Так, в своём романе Сладчайшая смоковница он рассказывает об одном самовлюблённом человеке, получившем дар исполнения желаний и павшем жертвой собственной жадности. Учитывая, что подобная моральная картинка обычна для детских романов, всё же чётко выделяется в книге трезвая, холодная и взрослая оценка личности главного героя, редкая в литературе такого рода. Другое интересное произведение — Скверный камень, рассказывающее о команде океанского судна, загипнотизированной и развращённой неким камнем. Скверный камень является аллегорическим рассказом о пагубной роли массовой культуры и, в первую очередь телевидения, в современном обществе. В каждой из книг Криса Ван Оллсбурга среди персонажей присутствует пёс Фриц, бультерьер, в реальной жизни существующий и принадлежащий свояку писателя.
Крис Ван Оллсбург был награждён почётной премией Калдекотта в 1980 году за книгу «Сад Абдула Гасази». В 1982 ему присуждается золотая медаль Калдекотта за книгу «Джуманджи»; в 1985 году он удостаивается второй такой награды — за книгу «Полярный экспресс». Оба последних послужили основой для голливудских кинофильмов. В настоящее время семья Криса Ван Оллсбурга проживает в городе Провиденс (в штате Род-Айленд). Принял иудаизм.

## Сочинения
- «Сад Абдула Гасази» (The Garden of Abdul Gasazi)
- «Джуманджи» (Jumanji)[4]
- «Сон Бена» (Ben’s Dream)
- «Падение Зефира» (The Wreck of the Zephyr)
- «Тайны Харриса Бёрдика» (The Mysteries of Harris Burdick)
- «Полярный экспресс» (The Polar Express)[5]
- «Незнакомец» (The Stranger)
- «Зет Затёрта» (The Z Was Zapped)
- «Два хулиганистых муравья» (Two Bad Ants)
- «Просто сон» (Just a Dream)
- «Скверный камень» (The Wretched Stone)
- «Вдовья метла» (The Widow’s Broom)
- «Сладчайшая смоковница» (The Sweetest Fig)
- «Неудачный день в Ривербенде» (Bad Day at Riverbend)
- «Затура» (Zathura) — продолжение «Джуманджи»
- «Пробудити!» (Probuditi!)
- «Королева водопада» (Queen of the Falls) — об Энни Эдсон Тейлор
- «Злоключения мышки Свити-Пай» (The Misadventures of Sweetie Pie)

Крис Ван Оллсбург также иллюстрировал книги других авторов, в том числе Марки Хельприна («Лебединое озеро» и др.) и некоторые издания «Хроник Нарнии» К. С. Льюиса.

## Адаптации и влияния
По мотивам произведений Ван Оллсбурга был снят ряд художественных и анимационных фильмов, некоторые из которых получили продолжения:
- 1995 — Джуманджи (фильм)
- 1995-99 — Джуманджи (мультсериал)
- 2004 — Полярный экспресс (3D анимационный фильм)
- 2005 — Затура: Космическое приключение (фильм)
- 2017 — Джуманджи: Зов джунглей (фильм-сиквел «Джуманджи»)

Также на основе сюжета книги «Джуманджи» создано несколько компьютерных игр:
- Jumanji (1997)
- Zathura (2005)
- Jumanji: The Video Game (2019)
- Jumanji: Wild Adventures (2023)

Один из разделов книги «Тайны Харриса Бёрдика» послужил основой для рассказа Стивена Кинга «Дом на Кленовой улице».